# A Infância de Romeu e Julieta
A Infância de Romeu e Julieta é uma telenovela brasileira, produzida e exibida pelo SBT, em parceria com o Prime Video, entre 8 de maio de 2023 a 19 de agosto de 2024, em 335 capítulos, substituindo Poliana Moça e sendo substituída por A Caverna Encantada.
Baseada em Romeu e Julieta de William Shakespeare, é adaptada por Íris Abravanel, com colaboração de Denise Barbosa, Danilo Castro, Fernando Pripas, Grace Iwashita, Gustavo Braga, Marcela Arantes e Fany Higuera com supervisão de texto de Rita Valente e direção geral de Ricardo Mantoanelli. Conta com Vittória Seixas, Miguel Ângelo, Juliana Schalch, João Baldasserini, Bianca Rinaldi, Fábio Ventura, Karin Hils, Luiz Guilherme, Lu Grimaldi e Ciro Sales nos papéis principais.
Esta é a sétima telenovela infantil seguida a ser produzida pelo SBT e a terceira sem ser alguma readaptação de algum título estrangeiro desde a sua implantação em 2012.

## Enredo
A trama se passa em um bairro chamado Castanheiras, em que duas famílias com propostas diferentes para esse bairro vivem em discórdia, sendo divididas entre os lados Torre (Monteiro) e Vila (Campos). Entretanto, Romeu (Miguel Ângelo) e Julieta (Vittória Seixas) se conhecem, daí em diante, as famílias rivais têm uma nova oportunidade de trazer paz e união entre o convívio deles.
Muito conhecida pelo bairro, Julieta Campos é uma menina aventureira e descolada que anda de skate pela redondeza. É a neta do respeitado Hélio Campos (Luiz Guilherme), treinador renomado que comanda o centro esportivo da região, o CEC. Ela também convive com sua avó e confidente, Clara Campos (Lu Grimaldi). Enquanto isso, Romeu Monteiro foi incentivado pelos pais, Vera Monteiro (Bianca Rinaldi) e Bernardo Monteiro (Fábio Ventura), desde pequeno, a jogar tênis e tem o melhor professor para lhe dar aulas no condomínio. Mas ele não tem essa mesma paixão pelo esporte solitário e acaba preferindo os coletivos, que pode jogar e se divertir com os amigos. Romeu também convive com Gláucia Monteiro (Karin Hils), sua tia e irmã de Bernardo, uma mulher de origem duvidosa que usa suas artimanhas para alcançar algum prestígio.
Doze anos atrás, por causa de um equívoco, a mãe de Julieta foi presa injustamente graças aos Monteiro, que acreditam que ela sequestrou Romeu quando ele ainda era um bebê, além de ser acusada de roubar uma joia de Vera, que estava com Gláucia. Quando descobrem o problema do passado, Romeu e Julieta não sabem como vão fazer para ficarem juntos diante da rivalidade entre as famílias. A notícia do romance também chega às famílias, que não gostam nada da história e tratam de afastá-los imediatamente, aprontando várias situações. Romeu e Julieta querem acabar com essa hostilidade e tentam ir atrás de uma solução. No entanto, ao descobrirem mais situações envolvendo a rivalidade entre as famílias, percebem que esta pode ser uma missão difícil, mas não impossível.
Entre as tramas paralelas, está um grupinho similar, que é composto por Ian (Miguel Soares), um menino que costuma usar muito a imaginação e convive com Leon (Matheus Ueta), seu melhor amigo imaginário que usa uma roupa de leão e é visto somente por Ian, que também é considerado um "doido" por outros personagens, Nath (Arlyane Carvalho), uma menina simpática que junto com Ellen (Bella Alelaf), sua melhor amiga, tentam procurar um lugar para brincar e Dimitri (Samuel Estevam), um menino que não tem medo de nada e gosta de ajudar as pessoas, enfrentando os Pedalzeiras, um grupo de ciclistas composto por Muke (Gabriel Miller), Trapaça (Zaira Harue), Fê Dengosa (Antonella Dez) e Chilique (Miguel Trajano), cujo objetivo é dominar o parque inserindo seus adesivos nos brinquedos para andar de bicicleta e ameaçar quem cruzar seu território, proibindo as crianças do Castanheiras de se divertirem. Dimitri inicialmente era um membro do grupo, deixando o mesmo depois de pensar melhor sobre as suas atitudes e se junta a Ian, Nath e Ellen, formando um grupo intitulado Extraordinários. Os Extraordiários frequentemente entram para o Mundo da Imaginação (abreviado para MDI), onde completam o Caminho Dourado das Sete Missões e entram para a Grande Porta, atrás dessa porta, tem uma estante, onde o Faustinho precisa devolver cinco livros.

## Elenco
| Intérprete          | Personagem                          |
| ------------------- | ----------------------------------- |
| Vittória Seixas     | Julieta Campos Matos (Juli)         |
| Miguel Ângelo       | Romeu Monteiro (Rô) / Rômulo Castro |
| Juliana Schalch     | Mariana Campos Matos                |
| Bianca Rinaldi      | Vera Monteiro                       |
| Lu Grimaldi         | Clara Bernardi Campos               |
| Luiz Guilherme      | Hélio Campos                        |
| Karin Hils          | Gláucia Monteiro Bastos             |
| André Mattos        | Fausto Guerra                       |
| Fábio Ventura       | Bernardo Monteiro                   |
| Guilherme Sant’anna | Leandro Monteiro                    |
| João Baldasserini   | Daniel Matos                        |
| Ciro Sales          | Vitor Campos                        |
| Vivi Lucas          | Lívia Gaspar                        |
| Gianlucca Mauad     | Alex Ferrari                        |
| Jolie               | Karen Gaspar                        |
| Vinícius Pieri      | Patrick Santana                     |
| Bárbara Cruz        | Rosalina Hartmann                   |
| Miguel Schmid       | Téo Pinheiro Monteiro               |
| Yasmin Prado        | Sofia                               |
| Lucas Salles        | Bassânio de Jesus                   |
| Lucas Salles        | Basílio de Jesus                    |
| Lis Luciddi         | Telma Gaspar                        |
| Felipe Roque        | Mauro Ferrari                       |
| Velson D’Souza      | Frederico Bastos (Fred)             |
| Beatriz Oliveira    | Pórcia Guerra                       |
| Lincoln Tornado     | Enzo Ribeiro                        |
| Thamiris Mandú      | Amanda Pinheiro Ribeiro             |
| Lukas Cabral        | Fernando Monteiro Bastos (Nando)    |
| Samuel Estevam      | Dimitri Monteiro Bastos (Crânio)    |
| Miguel Soares       | Ian Ferrari                         |
| Arlyane Carvalho    | Nathália Pinheiro (Nath)            |
| Bella Alelaf        | Ellen Gaspar                        |
| Gabriel Miller      | Muke / Maurício                     |
| Matheus Ueta        | Leon                                |
| Zaira Harue         | Trapaça / Isabel Gomes Saito        |
| Antonella Dez       | Fê Dengosa (Fedê) / Alice           |
| Miguel Trajano      | Chilique / Samuel                   |
| Rayssa Zago         | Domitila Rigatoni                   |
| Guilherme Faria     | Mini                                |
| Christiana Ubach    | Laura                               |
| Felipe Costa        | Diego Santana                       |

### Participações especiais
| Intérprete           | Personagem                           |
| -------------------- | ------------------------------------ |
| Lilian Blanc         | Branca Delfino                       |
| Glauce Graieb        | Senhora Montenegro                   |
| Arlete Montenegro    | Aparecida R. Gomes (Senhora perdida) |
| Duda Pimenta         | Kessya Soares                        |
| Henrique Stroeter    | Cláudio                              |
| Adriana Alves        | Adelaide                             |
| Anderson Tomazini    | Simão Garcia                         |
| Luciano Chirolli     | Adriel Príncipe                      |
| Gui Ventura          | Daren Príncipe                       |
| Giovanna Chaves      | Ela mesma                            |
| Virgínia Rosa        | Odete Ribeiro                        |
| Clarinha Larchete    | Luana                                |
| Milena Sayuri Kadena | Prima da Trapaça                     |
| Melina Menghini      | Mãe da Trapaça                       |
| Letícia Bufoni       | Ela mesma                            |
|                      | Flávia Monteiro                      |
|                      | Pai da Lívia, Karen e Ellen (Plínio) |
|                      | Romeu (bebê)                         |
|                      | Julieta (bebê)                       |
| Sophia Rosa          | Flávia (criança)                     |
| Júnior Dmais         | Fausto (criança)                     |
| Mariana O'Donovan    | Clara (criança)                      |
| Pedro Pires          | Hélio (criança)                      |
| Victor Daniel        | Leandro (criança)                    |
| Bernardo Soares      | Ian (menor)                          |
| Ratinho              | Ele mesmo                            |

## Produção
A trama trata de um adaptação da obra original de William Shakespeare, mas sem a tragédia principal da história. O folhetim tem direção artística de Fernando Pelegio. Além disso, trata-se do primeiro projeto da emissora em parceria com a Amazon Prime Video.

### Escolha do elenco
Os primeiros nomes confirmados para a telenovela foram de Bianca Rinaldi e João Baldasserini. No caso da primeira, a novela marca seu retorno ao SBT, uma vez que seu último trabalho na emissora foi uma participação especial na sitcom Meu Cunhado (2004). Depois do trabalho, Bianca passou a protagonizar várias telenovelas na Record até 2013, se tornando inclusive um dos maiores salários do canal, quando voltou para TV Globo (onde iniciou sua carreira como paquita em 1990, além de ter feito uma participação especial em Malhação 1997), ficando até 2018 no canal. O segundo participa de sua primeira produção fora da TV Globo após emendar vários trabalhos na emissora, sendo um deles em Salve-se Quem Puder (2020), onde foi um dos protagonistas. A trama também marca a estreia de Felipe Roque ao SBT, depois de suas passagens na Globo e na Record.
Os testes para a seleção do elenco tiveram início em julho de 2022. O anúncio oficial dos primeiros nomes ocorreu em 31 de outubro, confirmando os estreantes Miguel Ângelo e Vittória Seixas como os protagonistas da história. Essa também será a primeira telenovela do SBT em que um protagonista é negro, uma vez que em Carrossel (2012), o personagem Cirilo Riveira (Jean Paulo Campos) era um coprotagonista. Também foram selecionados para o elenco a cantora e atriz Karin Hils, que retorna ao SBT após participar da adaptação de Carinha de Anjo (2016) e o ator Matheus Ueta, que volta para as telenovelas onze anos depois de ter interpretado Kokimoto Mishima em Carrossel.

## Exibição
A novela tinha previsão inicial de estreia para o mês de abril de 2023 no Prime Video e em maio no SBT. Com o avanço das gravações, a nova previsão de estreia passa para o mês de abril na TV aberta e no streaming. Logo depois, foi confirmada a data de estreia para o dia 8 de maio de 2023 no SBT, ocupando o horário das 20h45min.
A novela também estreia no Amazon Prime Vídeo no mesmo dia, 8 de maio de 2023, mas com os cinco primeiros capítulos disponíveis para os assinantes. A trama também tem os cinco capítulos semanais disponíveis às sextas-feiras. O capítulo final foi disponibilizado no streaming no dia 8 de agosto de 2024, onze dias antes da exibição na TV aberta. Na Amazon totalizaram 333 capítulos, dois episódios a menos do que no SBT.
Os primeiros teasers foram ao ar no dia 26 de fevereiro de 2023, durante os intervalos do Domingo Legal.
Não foi ao ar em 13 de agosto de 2024 em razão das alterações na grade para a transmissão do jogo de ida das oitavas de final na Copa Sul-Americana entre Red Bull Bragantino e Corinthians.

## Audiência
A telenovela estreou com 6,3 pontos, com picos de 6,7 e share de 9,3%, segundo dados consolidados do Kantar IBOPE Media, referentes à Região Metropolitana de São Paulo, fechando em terceiro lugar contra a Record, que exibia os últimos minutos do Jornal da Record, a série-novela Reis e os primeiros minutos da reprise de Jesus (2018–19). Teve a estreia menos assistida do horário nobre desde o início da faixa infantojuvenil em 2012. O segundo capítulo registrou 6,2 pontos. O terceiro capítulo registrou 6,7 pontos. O quinto capítulo registrou 5,2 pontos.
O compacto semanal, exibido aos sábados, registrou 4,3 pontos em 13 de maio de 2023, mas diferente da exibição diária, o resumo conquistou a vice-liderança isolada.
Em suas duas primeiras semanas, a telenovela oscilava com médias entre 5 e 6 pontos, apresentando até então um dos piores desempenhos no horário nobre em 13 anos, chegando a registrar 5,1 pontos no dia 19 de maio. No dia 26, registrou 4,7 pontos. No dia 5 de junho, registrou 4,3 pontos, sendo superada pelas reprises de Sortilégio (exibida na faixa vespertina) e Cúmplices de um Resgate (exibida em sequência). No dia 15, registrou 4,2 pontos. No dia seguinte (16), os índices novamente caem e a telenovela registra 3,9 pontos. No dia 23, a telenovela registra 3,7 pontos. No dia 21 de julho, registra 3,5 pontos. No dia 3 de novembro, registrou 2,9 pontos, sendo prejudicada pelo apagão na Região Metropolitana de São Paulo.
Por toda a sua exibição, a novela oscilava entre 3 e 4 pontos, raramente chegando aos 5 pontos de média, alcançando na maioria das vezes o terceiro lugar entre os canais de televisão aberta, apresentando o pior desempenho da faixa nobre desde Amigas & Rivais em 2007.
Seu último capítulo registrou 4,6 pontos, empatando na vice-liderança. A média geral foi de 4,6 pontos, sendo a novela infantil menos assistida da faixa desde 2012. 

## Trilha sonora
| N.º            | Título                                | Compositor(es)                                      | Intérprete(s)                           | Duração |  |
| 1.             | "Lado a Lado" (Tema de abertura)      | Carol Navarro Fred Benuce Loro Ruth                 | Carol Navarro Fred Benuce e Thomas Roth | 02:01   |  |
| 2.             | "Foi Assim" (Tema de Romeu e Julieta) | Thomas Roth Teco Fuchs                              | Vittória Seixas e Heitor Teixeira       | 02:34   |  |
| 3.             | "Menina Borboleta"                    | Thomas Roth                                         | Luciano Tiso                            | 02:34   |  |
| 4.             | "Pedaleza" (Tema dos Pedaleza)        | Fred Benuce Thomas Roth                             | Fred Benuce                             | 02:14   |  |
| 5.             | "Pré-Adolescência"                    | Gaby Roth Fred Benuce                               | Dudu Botosso                            | 02:47   |  |
| 6.             | "Família"                             | Thomas Roth Vanessa Bumagny                         | Mary Dandrea                            | 03:07   |  |
| 7.             | "Infância"                            | Fred Benuce Gaby Roth                               | Loro Roth                               | 02:01   |  |
| 8.             | "O Amor nos Encontrou"                | Mari Campolongo Zé Henrique Jonathas Pingo Ana Léia | Mari Campolongo                         | 03:17   |  |
| 9.             | "Lado Vila" (Versão Ska)              | Thomas Ruth Léo Ramos                               | Lucas Burgatti                          | 03:05   |  |
| 10.            | "Pra Sempre"                          | Thomas Ruth                                         | Vittória Seixas e Guilherme Martinez    | 03:20   |  |
| 11.            | "Turma do Bem"                        | Thomas Roth Gaby Roth                               | Thomas Roth Carol Navarro e Isa Salles  | 02:56   |  |
| 12.            | "Lado Torre"                          | Léo Ramos Thomas Roth                               | Léo Ramos                               | 02:18   |  |
| 13.            | "Hino Cec"                            | Thomas Roth Josias Damasceno                        | Thomas Roth Isa Salles e Carol Navarro  | 02:25   |  |
| 14.            | "Lá do Alto da Torre"                 | Léo Ramos Thomas Roth                               | Léo Ramos e Isa Salles                  | 03:17   |  |
| 15.            | "Foi Assim" (Bônus Track – Romeu)     | Thomas Roth Teco Fuchs                              | Heitor Teixeira                         | 02:34   |  |
| 16.            | "Foi Assim" (Bônus Track – Julieta)   | Thomas Roth Teco Fuchs                              | Vittória Seixas                         | 02:34   |  |
| Duração total: | Duração total:                        | Duração total:                                      | Duração total:                          | 42:39   |  |

### Volume 2
| N.º            | Título            | Compositor(es)                                                                                   | Intérprete(s)                               | Duração |  |
| 1.             | "Nath"            | Thomas Roth                                                                                      | Bianca Lua                                  | 02:02   |  |
| 2.             | "Casais"          | Thomas Roth                                                                                      | Adriana Drê e Fernando Forni                | 02:12   |  |
| 3.             | "Patrick"         | Gaby Roth Thomas Roth                                                                            | Teco Fuchs                                  | 02:46   |  |
| 4.             | "Bassânio"        | Thomas Roth                                                                                      | Josias Damasceno                            | 02:56   |  |
| 5.             | "Forte Frágil"    | Thomas Roth                                                                                      | Fernando Forni                              | 02:46   |  |
| 6.             | "Clara"           | Thomas Roth Paulo Vaz                                                                            | Carol Navarro                               | 02:11   |  |
| 7.             | "Superstar"       | Thomas Roth Fred Benuce                                                                          | Pelico                                      | 03:25   |  |
| 8.             | "Todo Dia"        | Nathan Naccarato Szwarcberg                                                                      | Nathan Naccarato Szwarcberg                 | 03:17   |  |
| 9.             | "Trufa"           | Fred Benuce Gaby Roth                                                                            | Thomas Roth                                 | 01:48   |  |
| 10.            | "Eu Sou Incrível" | Iza Molinari Edu Filgueira                                                                       | Iza Molinari                                | 02:24   |  |
| 11.            | "Moleque Bonito"  | Iza Molinari Xerife Cibelle Hespanhol                                                            | Iza Molinari                                | 02:44   |  |
| 12.            | "Fausto"          | Thomas Roth                                                                                      | André Mattos                                | 02:47   |  |
| 13.            | "O Amor É Surdo"  | Thomas Roth                                                                                      | Adriana Drê                                 | 03:03   |  |
| 14.            | "Leve"            | Natália Keshi                                                                                    | Natália Keshi                               | 03:22   |  |
| 15.            | "Infinito"        | Leonam Machado Gurgel Luciano Roffer Marcelo Leite da Silva Levi dos Santos Correa Junior Soares | Marcilio Freitas Rayssa Celene Musicmasters | 03:06   |  |
| 16.            | "Mulher Pavão"    | Thomas Roth Gaby Roth                                                                            | Keco Brandão                                | 02:22   |  |
| 17.            | "Sublime"         | Josias Damasceno                                                                                 | Davi Lins                                   | 03:16   |  |
| Duração total: | Duração total:    | Duração total:                                                                                   | Duração total:                              | 45:27   |  |